# Himalaya-Serau

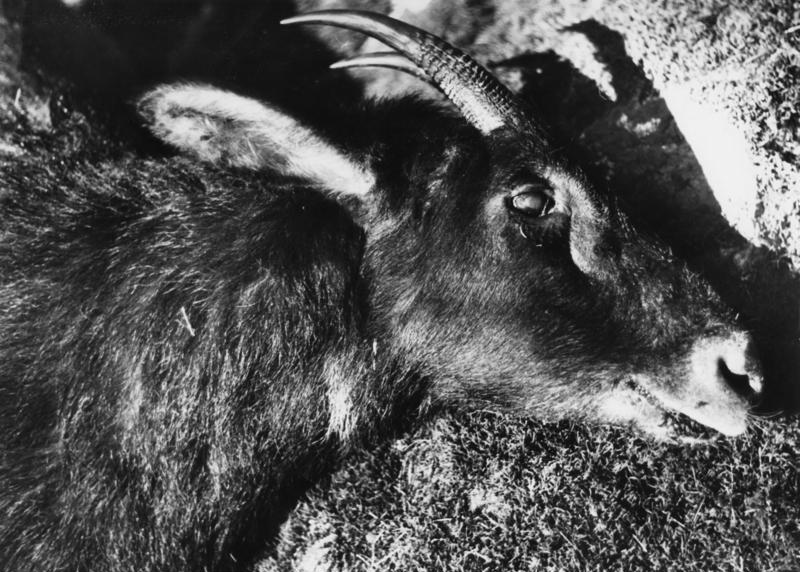
Himalaya-Serau

Der Himalaya-Serau (Capricornis sumatraensis thar) ist eine mögliche Unterart des Südlichen Serau (Capricornis sumatraensis), einer Paarhuferart aus der Gruppe der Ziegenartigen (Caprinae). Der Himalaya-Serau galt seit den 2000er Jahren zeitweise als eigenständige Art.

## Beschreibung
Himalaya-Seraue sind wie alle Seraue stämmige, ziegenähnliche Tiere, die gut an eine kletternde Lebensweise angepasst sind. Ihr langes, dichtes Fell ist an der Oberseite grau-weiß gefärbt, der Bauch und die Innenseite der Beine sind hellgrau. Der Kopf ist schwarz, die Schulterregion oft rötlich gefärbt. Beide Geschlechter tragen Hörner, diese sind relativ kurz und leicht nach hinten gebogen.

## Vorkommen

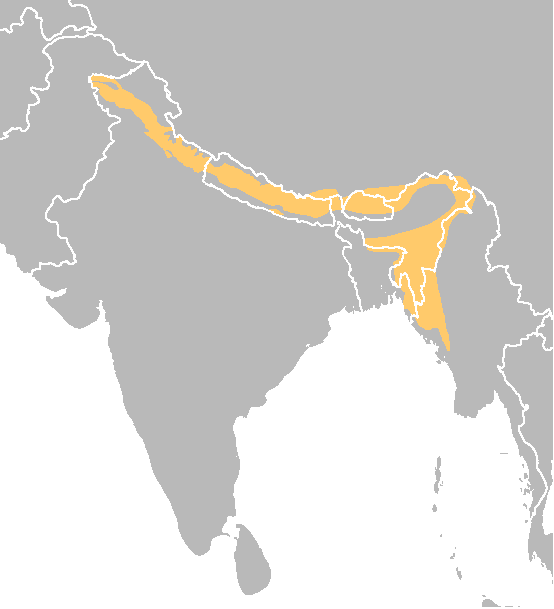
Verbreitungskarte des Himalaya-Serau

Himalaya-Seraue bewohnen die Himalaya-Region im nördlichen Indien, Nepal und Bhutan, daneben sind sie auch im östlichen Bangladesch und möglicherweise im westlichen Myanmar zu finden. Ihr Lebensraum sind Bergregionen, die mit Gestrüpp oder Wäldern bestanden sind. Sie kommen in Höhen von bis zu 3500 Metern vor.

## Lebensweise
Diese Tiere sind geschickte, aber eher langsame Kletterer. Sie sind vorwiegend am frühen Morgen und am späten Nachmittag aktiv, wo sie nach ihrer Nahrung, Gräsern, Kräutern und Moosen suchen. Männchen leben meist einzelgängerisch, die Weibchen schließen sich hingegen öfters zu kleinen Gruppen zusammen.

## Gefährdung
Die Bejagung und die Zerstörung ihres Lebensraums stellen die Hauptbedrohung für den Himalaya-Serau dar. Die IUCN listet die Art als gefährdet (vulnerable).